# Круглый, Игорь Аронович
Игорь Аронович Круглый (7 марта 1923, Брянск — 14 июля 2013) — советский и российский искусствовед, кандидат искусствоведения, член-корреспондент Российской Академии Художеств. Заслуженный деятель искусств РСФСР.

## Биография
В 1941 году окончил Московское художественное училище «Памяти 1905 года».
В 1955 году окончил факультет истории и теории искусства в Ленинградском институте живописи, скульптуры и архитектуры им. И. Е. Репина.
В 1969 году защитил кандидатскую диссертацию.
В 1957—1963 годах активно включился в художественную жизнь г. Орла, став одним из инициаторов, создателем и директором Орловской областной картинной галереи. В эти же годы неоднократно избирался председателем Правления Орловской организации Союза художников России, руководил кафедрой Орловского государственного института.
В 1986 году был приглашен в Государственную Третьяковскую галерею заведовать отделом советской графики.
В 1992—1997 годах являлся заместителем главного редактора газеты «Художник России».
21 марта 2003 года награждён Благодарностью Министра культуры Российской Федерации за многолетний плодотворный труд, за выдающийся вклад в развитие отечественной культуры.

## Творческие достижения
И. А. Круглый — известный отечественный искусствовед, посвятивший свой творческий интерес, свои труды изобразительному искусству центральных областей России — Орла, Воронежа, Курска.
Разнообразный и богатый опыт работы в разных сферах, общение с крупнейшими художниками современности, живое соприкосновение с произведениями мастеров и глубокое проникновение в их творчество снискали И. А. Круглому широкую известность в среде художественной общественности.
Его наследие — свыше 20 книг (в том числе 2 монографии и ряд альбомов о живописи С. и А. Ткачевых) и более 100 статей — это весомый вклад в отечественную науку об искусстве.